# یوسوکه ایشیبیتسو
یوسوکه ایشیبیتسو (انگلیسی: Yōsuke Ishibitsu؛ زادهٔ ۲۳ ژوئیهٔ ۱۹۸۳) بازیکن فوتبال اهل ژاپن است.
از باشگاه‌هایی که در آن بازی کرده‌است می‌توان به باشگاه فوتبال ناگویا گرامپوس و باشگاه فوتبال ویسل کوبه اشاره کرد.